# Наранбулаг

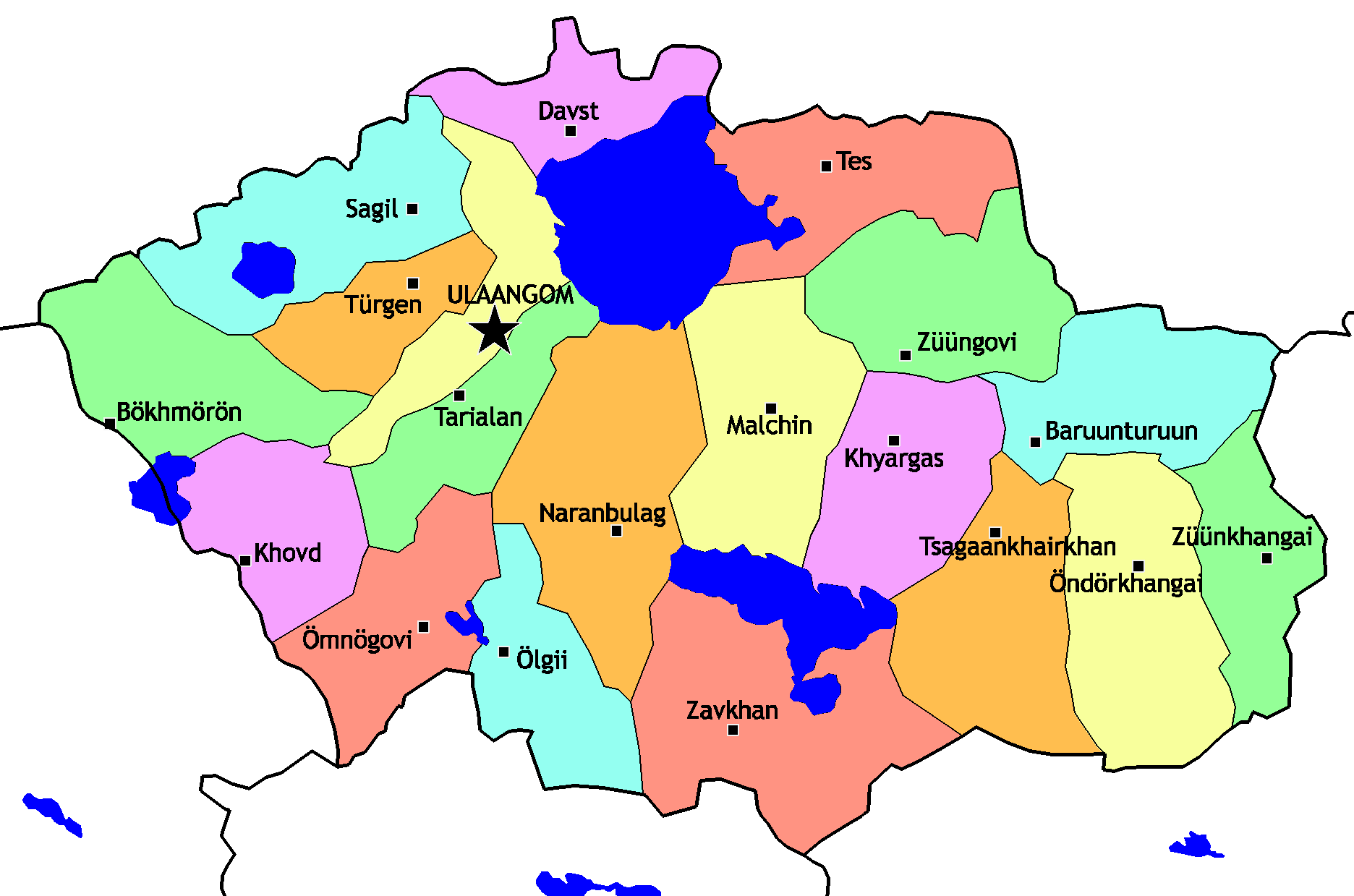
Сомоны аймака Увс

Наранбулаг (монг. Наранбулаг?, ᠨᠠᠷᠠᠨᠪᠤᠯᠠᠭ?) — сомон аймака Увс, в западной части Монголии.

## Описание
Площадь сомона Наранбулаг составляет — 5,3 тыс. км². Центр сомона посёлок Наранбулаг находится в 1500 км от Улан-Батора, в 85 км от центрального города аймака Улаангом. Есть школа и больница. 

### Население
Население сомона Наранбулаг около 5 200 человек. Большинство из них составляют дербеты, баяты, хотоны и халха-монголы.

### Климат
Климат резко континентальный. Ежегодные осадки 200 мм, средняя температура января − 25° −30°С, средняя температура июля +20°С. Много осадков выпадает летом в виде дождя, а весной и осенью в виде снега. Зимы достаточно сухие, с небольшими снегопадами.

## Природа
Грунт в основном песчаный. Растут кусты карагана, ковыль и др. Водятся олени, дикие кабаны, волки, лисы, тарбаганы, манулы, джейраны, зайцы. Прилетают многочисленные перелетные птицы.